# Хесат
Хесат — древнеегипетская богиня в образе коровы. Ей было предписано обеспечивать человечество молоком (которое называлось «пиво Хесат»), а именно вскармливать фараона и нескольких древнеегипетских священных быков. Согласно Текстам пирамид она — мать Анубиса. Особенно тесно связана с Мневисом. Во времена Эллинистического Египта её связывали с Исидой.
Упоминается в восхвалении царя: "Ты воззвал к Ра, тебе внимает Хепри и отвечает Атум. Владыка вселенной сделает все, что тебе нравится... Ветер Запада долетает до тебя, до твоего носа. Южный ветер для тебя превращается в северный ветер. Помещают твой рот к сосцам коровы Хесат. Ты становишься чистым, чтобы созерцать солнце. Ты совершаешь омовение в божественном водоеме.. "